# NGC 5308
NGC 5308 è una galassia lenticolare (S0) situata nella costellazione dell'Orsa Maggiore alla distanza di 93 milioni di anni luce dalla Terra.
È una dei componenti del Gruppo di NGC 5322. Nel 1996 in questa galassia è stata individuata la supernova SN 1996bk di tipo Ia.
Nell'immagine ripresa dal Telescopio spaziale Hubble NGC 5308 ci appare di profilo (edge-on) e, sulla sua destra, è visibile un'altra galassia più piccola, denominata SDSS J134646.18+605911.9 (o LEDA 2802348).